# Belarussische Sozialdemokratische Hramada
Die Belarussische Sozialdemokratische Hramada (BSDH; belarussisch Беларуская сацыял-дэмакратычная Грамада Belaruskaja sazyjal-demakratytschnaja Hramada) war eine von vier sozialdemokratischen Parteien in Belarus. Die BSDH wurde 1991 unter der Führung von Michail Tkatschou gegründet und beruft sich auf die Tradition der Belarussischen Sozialistischen Hramada, die zwischen 1902 und 1918 bestand.
1996 schloss sich die BSDH mit der Sozialdemokratischen Partei der Volkseintracht (SDPVE) zur Belarussischen Sozialdemokratischen Partei (Narodnaja Hramada) (BSDP NH) zusammen. 1998 wurde die BSDH unter der Führung von Stanislau Schuschkewitsch wieder eigenständig.
Im Jahr 2018 übernahm Sjarhej Tscheratschen den Parteivorsitz der BSDH. Bei der Präsidentschaftswahl in Belarus 2020 trat Tscheratschen als Kandidat an.
Am 31. Juli 2023 wurde die Belarussische Sozialdemokratische Hramada vom Obersten Gericht von Belarus liquidiert.

## Sozialdemokratische Parteien in Belarus
Die folgende Zeitleiste bietet einen Überblick über die sozialdemokratische Parteien im heutigen Belarus: